# Mort accidentelle d'un anarchiste
 (mars 2021).
Mort accidentelle d'un anarchiste est une pièce de théâtre écrite par Franca Rame et Dario Fo, prix Nobel de littérature en 1997. La première représentation de la pièce a eu lieu le 5 décembre 1970 à Varèse, avec une mise en scène de Dario Fo et de son groupe théâtral La Comune.

## Résumé
Dans un commissariat de Milan, un anarchiste tombe du quatrième étage d’un commissariat. L’enquête conclut à un suicide. Quelques semaines plus tard, un fou est interrogé dans ce même commissariat. Se faisant passer tour à tour pour juge à la Cour de cassation, capitaine de police puis évêque, il va s’attacher au fil de la pièce à démonter un à un les arguments contradictoires des policiers présents au moment de la « chute », parvenant finalement à faire éclater le scandale, dans un grand éclat de rire.

### Personnages
- Le Fou
- Le Préfet
- Le Commissaire sportif
- Le Commissaire Bertozzo
- La Journaliste
- Les deux Agents

## Contexte historique
La pièce, écrite en 1970, est dédiée à la mort accidentelle de l'anarchiste Giuseppe Pinelli, « accidentellement » tombé du quatrième étage d’un commissariat de Milan, alors qu’il était interrogé dans le cadre de l’attentat de la piazza Fontana, commis en décembre 1969. Cette affaire fera scandale en Italie. Elle mettra au jour des méthodes que Dario Fo dénonce à plusieurs reprises.
L'écriture de la pièce s'est appuyée sur des documents trouvés par les époux Fo (procès-verbaux, articles de presse, interviews). La pièce a ainsi changé de forme au fur et à mesure que de nouvelles découvertes contribuaient à l’approfondissement de l’affaire Pinelli.

## Réception
Satire dénonçant les injustices et la corruption en mélangeant rire et gravité, 
Mort accidentelle d'un anarchiste a eu un grand succès dès sa création. Hors d'Italie également, le succès a été durable.

### Représentations notables
- 1983 : Mise en scène de Jacques Échantillon, avec Jean-Jacques Moreau, théâtre La Bruyère ; reprise en 2000